# Кирк Святого Андрея (Джорджтаун)
Кирк Святого Андрея (англ. St. Andrew's Kirk) — шотландская пресвитерианская церковь в Джорджтауне (Гайана), самое старое здание в городе, постоянно используемое в религиозных целях.

## История
Кирк Святого Андрея (в Шотландии «кирк» означает «церковь») — самое старое здание в Джорджтауне, постоянно используемое в религиозных целях. Голландская реформатская община заложила свою церковь 11 августа 1811 года. Однако из-за финансовых трудностей она была продана в 1813 году шотландским пресвитерианам. Строительство продолжалось с 1816 по 1818 год, здание было официально открыто для службы как пресвитерианская церковь 27 сентября 1818 года.
Тогдашний министр церкви преподобный Арчибальд Браун, который, был обеспокоен благополучием рабов, начал принимать рабов в члены церкви к 1821 году. Это была первая церковь Гайаны, построенная европейцами, в которой было позволено молиться рабам. В 1841 году при церкви была создана начальная школа при содействии преподобного Джеймса Струтерса, который был убежден, что рабы, получившие освобождение 1 августа 1838 года, должны быть обучены. В 1974 году впервые в церковь был назначен местный священник преподобный Освальд Аллен Бест, служивший в церкви до своей смерти в апреле 2009 года.

## Описание
Церковь расположена в северо-восточной части Джорджтауна недалеко от здания парламента в районе Стабрук на углу Брикдам-стрит и Репаблик-авеню. 
Правительство Гайаны признало церковь историческим зданием и объектом наследия.